# Маделхан, Байжан Еркебуланулы
Байжан Еркебуланулы Маделхан (каз. Байжан Еркебұланұлы Мәделхан; род. 28 июня 2002, Кокшетау) — казахстанский футболист, нападающий клуба «Улытау».

## Клубная карьера
Футбольную карьеру начинал в 2020 году. 15 июля 2023 года в матче против клуба «Окжетпес» дебютировал в казахстанской Премьер-лиге (1:0).

## Карьера в сборной
24 сентября 2022 года дебютировал за сборную Казахстана до 21 года в матче против сборной России до 21 года (1:2).

## Клубная статистика
| Клуб                     | Сезон                    | Лига | Лига | Кубки | Кубки | Еврокубки | Еврокубки | Итого | Итого |
| Клуб                     | Сезон                    | Игры | Голы | Игры  | Голы  | Игры      | Голы      | Игры  | Голы  |
| ------------------------ | ------------------------ | ---- | ---- | ----- | ----- | --------- | --------- | ----- | ----- |
| Кайрат                   | 2023                     | 3    | 0    | 0     | 0     | —         | —         | 3     | 0     |
| Кайрат                   | Итого                    | 3    | 0    | 0     | 0     | —         | —         | 3     | 0     |
| → Кайрат-Жастар          | 2020                     | 5    | 0    | —     | —     | —         | —         | 5     | 0     |
| → Кайрат-Жастар          | 2021                     | 9    | 1    | —     | —     | —         | —         | 9     | 1     |
| → Кайрат-Жастар          | Итого                    | 14   | 1    | —     | —     | —         | —         | 14    | 1     |
| → Кайрат (Москва)        | 2021/22                  | 30   | 5    | 5     | 0     | —         | —         | 35    | 5     |
| → Кайрат (Москва)        | Итого                    | 30   | 5    | 5     | 0     | —         | —         | 35    | 5     |
| → Муром                  | 2022/23                  | 17   | 2    | 1     | 0     | —         | —         | 18    | 2     |
| → Муром                  | Итого                    | 17   | 2    | 1     | 0     | —         | —         | 18    | 2     |
| → Кайрат-Жастар          | 2023                     | 10   | 2    | —     | —     | —         | —         | 10    | 2     |
| → Кайрат-Жастар          | Итого                    | 10   | 2    | —     | —     | —         | —         | 10    | 2     |
| Всего за «Кайрат-Жастар» | Всего за «Кайрат-Жастар» | 24   | 3    | —     | —     | —         | —         | 24    | 3     |
| SD Family                | 2024                     | 22   | 7    | 2     | 0     | —         | —         | 24    | 7     |
| SD Family                | Итого                    | 22   | 7    | 2     | 0     | —         | —         | 24    | 7     |
| Всего за карьеру         | Всего за карьеру         | 96   | 17   | 8     | 0     | —         | —         | 104   | 17    |